# Älgtjärnen (Gräsmarks socken, Värmland)
Älgtjärnen är en sjö i Sunne kommun i Värmland och ingår i Göta älvs huvudavrinningsområde.